# Fukushima-præfekturet
Fukushima-præfekturet (福島県 Fukushima-ken) er et præfektur i Japan.
Præfekturet ligger i regionen Tōhoku på den nordøstlige del af øen Honshū. Det har et areal på 13.784 km2
og et befolkningstal på 1.825.325 (2021) indbyggere. Hovedbyen er byen Fukushima.

## Administrativ inddeling
Præfekturet var 2006 inddelt i 13 byer (shi) og 13 distrikter (gun). Distrikterne har ingen egentlig administrativ funktion, men fungerer hovedsagelig som postnummerområder. De 13 distrikter er inddelt i 47 mindre administrative enheder som kaldes machi eller mura.
Byer:
- Aizuwakamatsu, Date, Fukushima, Iwaki, Kitakata, Koriyama, Minamisoma, Motomiya, Nihonmatsu, Shirakawa, Soma, Sukagawa, Tamura

Distrikter:
- Adachi, Date, Futaba, Higashihirakawa, Ishikawa, Iwase, Kawanuma, Minamiaizu, Nishishirakawa, Onuma, Soma, Tamura, Yama

## Atomkraftværker
I Fukushima findes der to atomkraftværker med i alt 10 reaktorer. Begge anlæg fik problemer i forbindelse med jordskælvet ved Sendai 11. marts 2011
- Fukushima I
- Fukushima II